# گل و گیاه در هزار سال شعر فارسی
گل و گیاه در هزار سال شعر فارسی (تشبیهات و استعارات) همراه شرح و معنی همه ابیات مربوط به گل و گیاه در دیوان حافظ، کتابی است نوشته بهرام گرامی، که سال ۱۳۸۶، با مقدمه ایرج افشار چاپ شده‌است.
دویست و نودمین شب مجله بخارا به بررسی کتاب گل و گیاه در هزار سال شعر فارسی، اختصاص داشت که عصر یک‌شنبه سوم اردیبهشت سال ۱۳۹۶ برگزار شد.

## گیاهان[۳]

### بعضی از گیاهانی که شرح مضامین و تشبیهات و استعارات هر یک از آنها در مقاله‌ای جداگانه آمده است
آبی=به، ارغوان، اسفند=اسپند، افیون=خشخاش، انار، انگور و تاک، بادام، بنفشه، بنگ=شاهدانه، به، بید، پسته، پلپل=فلفل، بوریا=نی و نیشکر، پنبه و کتان، پیاز و سیر، تبریزی=صنوبر در ایران امروز، ترنج و نارنج، تره، تریاک=خشخاش، توز=کتان و مهتاب، جو و گندم، جوز=گردو، چرس=شاهدانه، چنار، حشیش=شاهدانه، حنا، خرما و نخل، رطب، رمان=انار، زعفران، زیره، سپند، سپیدار=صنوبر، سرو، سمن=یاسمن، سنبل، سوسن، سیب، شعیر=گندم و جو، شقایق، شمشاد، عبهر=نرگس، عنب=انگور، غوره، فندق، کاج، کافور، کبوده، کتان، کدو، کنب=شاهدانه، کوکنار=خشخاش، گردکان=گردو، گز، گل=گل سرخ، گل پارسی، گل حمرا، گل دورنگ=گل رعنا، گل سوری=گل سرخ، گل صدبرگ، گل کامکار، سنبل یا سنبله=خوشه گندم، گندنا=تره، گُوز=گردو، لاله، لوز=بادام، لیمو، مردم‌گیا(ه)، مهرگیا(ه)، مویز، نار=انار، نخل مریم، نرگس، نسترن، نسرین، نیلوفر=نیل و نیلوفر، یاس=یاسمن، یاسمین، یقطین=کدو.

### گیاهانی که شرح آنها در حد مقاله‌ای جدا نبوده است
آبنوس، آذرگون یا آذربون، ارزن، امرود، انجیر، بادرنگ=خیار، باقلا، بان، برنج، بستان‌افروز یا بوستان‌افروز، بقم، بلسان، تاج‌خروس=بستان‌افروز، تباشیر یا طباشیر، ترنجبین یا ترنگبین، توت، تین=انجیر، جاروب، چندن=صندل، حنظل، خربزه، خردل، خرزهره، خیار، خیری، روناس=روین، ریحان، ریوند=روین، زردگل=گل زرد، زرشک، زربر، ژاژ، ساج، سُداب، سیسنبر، شرنگ=حنظل، شفتالو، شنبلید، صندل، ضیمران=ریحان، عدس، عرعر، عشق‌پیچان=لبلاب، عنّاب، قرنفل، کبست=حنظل، کرفس، گاورس=ارزن، گشنیز، گلابی=امرود، گل آتشی (آتشین)=آذرگون یا آذریون، گل زرد، لبلاب، لوبیا، مرزنگوش یا مرزنجوش، مسواک، مغیلان، موز، میخک=قرنفل، نارون، نخود، هلیله.

### گیاهان دیگر
آلاله (در اشعار سعدی، و به معنی لاله در اشعار بابا طاهر)، آلو، آویشن (گیاهی معطر، در اشعار ناصر خسرو)، اِسپست یا سپست (یونجه)، اشنان که گازران با کوبیدهٔ آن جامه می شویند. افتیمون (گیاهی دارویی به صورت پیچک به‌دور گیاهان دیگر)

### نمونه‌ای از متن
- ارغوان:

ارغوان نام درختی است از جنس cercis و گونه siliquastrum متعلق به خانواده leguminosae یا تیرهٔ بقولات. آن را در انگلیسی «درخت عشق» یا «درخت یهودا» می‌نامند.
| بیا به میکده و چهره ارغوانی کن |  | مرو به صومعه کانجا سیاه‌کارانند |

صومعه =دِیر (که در آنجا راهبان لباس سیاه بر تن دارند)، خانقاه. [بیا به میکده، شراب بنوش و چهره پُرنشاط کن، به دیر و خانقاه مرو که در آنجا مردمِ بدکار و روسیاه هستند.]
| غم زمانه که هیچش کران نمی‌بینم |  | دواش جز می چون ارغوان نمی‌بینم |

[در مقابل غم روزگار که حد و پایانی برایش نمی‌بینم، چاره‌ای جز شراب ارغوانی نمی‌دانم.]

## بازخوردها
- ایرج افشار: این کتاب همچون راهنمای «باغ گیاهان» است که قدم تفرّج بدان می‌گذارید. مولف چون با گیاه آشناست، متوجه بوده است که برای فهم درست شعرهای به گل آمیخته، باید خواننده نوع و شکل و خواص هر یک را درست بداند و چون دیده است که فرهنگ‌های فارسی، در حل مشکل برای این گونه نکات راهگشا نیستند، در پی آن شده‌است که با بررسی دیوان‌های بسیاری از شاعران، مبهمات و مشکلاتی را که ممکن‌است پیش راه بیاید و خواننده نتواند توجیه روشنی از بیت داشته باشد، او را یاری دهد و با شناساندن لفظی و علمی، سبب و نحوه استعمال آن گیاه را روشن سازد. کار مولف دارای دو جنبه لغوی و معارفی است. او در این کتاب پانصد صفحه‌ای پنجاه گل و گیاه را با تعریف علمی هر یک از نظر دانش گیاه‌شناسی می‌شناساند و سابقه انس و آشنایی شاعران را با آنها به شما واگو می‌کند.[۲]
- حورا یاوری: کتاب استوار است بر پژوهش های گسترده در گنجینهٔ پربار شعر فارسی و گزینش گویاترین و رساترین نمونه ها در مورد هر گل و هر گیاه.

مولف از مشاوران دانشنامه ایرانیکاست و کتاب‌های وی از منابع مورد مراجعه مکرّر همکاران دانشنامه است. 